# Élisabeth Maurin
Elisabeth Maurin (Angers, 1963) è un'ex ballerina francese, danseuse étoile del balletto dell'Opéra di Parigi dal 1988 al 2005.

## Biografia
Dopo essere stata ammessa alla scuola di danza dell'Opéra di Parigi a nove anni, nel 1979 cominciò a danzare nel corps de ballet della compagnia. Già dopo un paio d'anni del suo ingresso nella compagnia iniziò a danzare ruoli da solista quali Cupido nel Don Chisciotte di Rudol'f Nureev (1981) e l'uccello blu ne La bella addormentata (1982). Nel 1983 fu promossa a solista e nello stesso anno Nureev le chiese di danzare con lui in Giselle alla Wiener Staatsoper.
Due anni più tardi fu promossa a ballerina principale e il 23 dicembre 1988 fu proclamata danseuse étoile dopo una rappresentazione de Lo schiaccianoci. Parallelamente all'attività sulle scene, dagli anni novanta cominciò ad insegnare alla scuola di danza dell'Opéra Garnier e nel 2005 diede l'addio alle scene danzando il ruolo di Giulietta accanto al Romeo di Benjamin Pech nel Romeo e Giulietta di Nureev. Successivamente si è dedicata all'insegnamento prima a Nanterre e poi alla scuola di danza dell'Opéra di Parigi.